# ابن عطا آدمی
ابوالعباس احمد بن محمدبن سهل بن عطاء ابن عطا اَدمی (اَدَمی نسبت به اَدیم است به معنی چرم) عارف و شاعر قرن سوم هجری قمری است. او متولد آمل و از شاگردان ابراهیم مارستانی بود. به جنید پیوست اما پس از چندی از وی گسست و بر پاره‌ای گفتارهای استادش، از آن جمله برتری توانگران بر تهیدستان و مسئلهٔ خواطر خرده گرفت. در آخرین محاکمهٔ حلاٌج به دفاع از وی برخاست. این جانبداری سبب گردید که حلاٌج در میان صوفیان از بسیاری اتهام‌ها تبرئه گردد. وی نیز به فرمان حامدبن عباس وزیر مقتدر عباسی کشته شد. ابن عطا قریحهٔ شعری نیز داشت. بعضی کتاب‌های صوفیه از جمله کتاب‌های «اللمع» ابونصر سراج اشعار جالبی از وی نقل کرده‌اند. ابن عطا تفسیر رمزی بر قرآن نوشت.

## تألیف
- تفسیر قرآن
- کتاب شعر

سخنان ابن عطا قدس الله روحه العزیز
در این مجموعه   برخی از سخنان زیبای این عارف شوریده را از زبان عارف بزرگ و نامی ایران  شیخ فریدالدین عطار نیشابوری که در  کتاب تذکرة الاولیاء ذکر شده است ، بیان می کنیم :
و گفت: هر که به چیزی دون خدای ساکن شود بلاء او در آن چیز بود و گفت: صحیح‌ترین عقلها عقلی است که موافق توفیق بود و بدترین طاعات طاعتی است که ازعجب خیزد وبهترین گناهها گناهی که از پس آن توبه درآید.
وگفت: هر که اول مدخل او بهمت بود به خدای رسد و هر که اول مدخل او بارادت بود به آخرت رسد و هر که را اول مدخل او به آرزو بود به دنیا رسد.
و گفت: هرچه بنده را از آخرت باز دارد آن دنیا بود و بعضی را دنیاسرائی بود و بعضی را تجارتی و بعضی را عزی و غلبهٔ و بعضی را علمی و مفاخرتی به علم و بعضی را مجلسی مختلفی و بعضی را نفسی و شهوتی همت هر یکی از خلق به حد خویش بسته‌اند که درآن‌اند.
و گفت: قوت منافق خوردن و آشامیدن بود و قوت مومن ذکر دو جهد بود.
و گفت: هر کرا از ادب محروم گردانیدند از همه خیراتش محروم گردانیدند.
و گفت: هلاکت اولیاء به لحظات قلوبست و هلاکت عارفان به خطرات اشارات و هلاکت موحدان باشارت حقیقت.
و گفت: ادنی منازل مرسلان اعلی مراتب شهداست وادنی منازل شهدا اعلی منازل صلحا و ادنی منازل صلحا اعلی منازل مومنان.
و گفت: خدای را بندگانند که اتصال ایشان به حق درست شود و چشمهاء ایشان تا ابد بدو روشن بود ایشان را حیوة نبود الا بدو و به سبب اتصال ایشان بدو و دلهاء ایشان را بصفاء یقین نظر دایم بود بدو که حیوة ایشان بحیوة او موصول بود لاجرمایشان را تا ابد مرگ نبود.
و گفت: عقل آلت عبودیت است نه اشراف بر ربوبیت.
منبع : وبلاگ اشعار عرفاتی شعرای بزرگ   